# Eholokacija
Eholokacija je proces, pri katerem organizem proizvaja zvok, ki se odbija od predmetov v okolici, organizem pa nato s poslušanjem odmevov razbere obliko in položaj teh predmetov okrog sebe. Rezultat je podoben, kot bi si z vidom ustvaril sliko okolice. Zaradi podobnosti tehnologiji aktivnega sonarja, ki ga uporabljamo za zaznavo predmetov pod vodo, mu pravimo tudi biosonar.
Kot alternativni mehanizem za orientacijo v prostoru in zaznavanje predmetov v okolici se je eholokacija razvila pri nekaterih živalih, najbolj je dovršena pri netopirjih in zobatih kitih, v preprostejši obliki pa jo uporabljajo nekateri ptiči – konkretno tolsti lastovičniki in nekaj vrst hudournikov – ter domnevno nekateri glodavci in rovke. Za razliko od sonarja imajo živali en vir zvoka, odmeve pa poslušajo s parnimi ušesi; po razliki v zaznavi odmeva med desnim in levim ušesom njihovi možgani razberejo smer (azimut) predmeta, po času, ki preteče med oglašanjem in odmevom, pa oddaljenost. Uporaba eholokacije pri tako nesorodnih živalskih skupinah in v tako različnih okoljih nakazuje, da se je sposobnost razvila večkrat neodvisno pri vsaki skupini. Pri tem je eholokacija netopirjev in zobatih kitov dovolj natančna, da jo te živali uporabljajo tudi pri lovu na premikajoč se plen, ki je precej manjši od njih, ostale živali pa jo imajo zgolj za orientacijo in izogibanje oviram.
Večina oddaja ultrazvočne klice, pri katerih je zaradi krajše valovne dolžine boljša ločljivost, kar prinaša številne izzive za organizem. Tudi nasploh je eholokacija skozi evolucijo uravnotežila fizikalne in biološke omejitve ter zahteve življenjskih navad posamezne vrste. Osnoven problem eholokacije je, da žival praviloma ne more slišati odmeva, dokler se oglaša, saj je odmev mnogo šibkejši, še posebej pri ultrazvoku, ki ga medij močno absorbira. Absorpcija energije tudi omejuje doseg eholokacije, natančnejša časovna in frekvenčna zgradba signalov pa je pogosto rezultat prilagoditev za konkreten namen in jo lahko nekatere živali po potrebi spreminjajo. Z vidika teorije komunikacije je eholokacija oblika avtokomunikacije – sporazumevanja s samim sabo. To pomeni, da ima kot hkrati oddajnik in sprejemnik samo en interes, posledično je učinkovitost sistema blizu meje fizikalno možnega.

## Eholokacija pri netopirjih
Netopirji so najbolj znani uporabniki eholokacije, razvita je pri večini predstavnikov in najbolj dovršena pri podkovnjakih (družini Rhinolophidae in Hipposideridae) ter golonosih netopirjih (Mormoopidae). V splošnem so netopirji nočno aktivne leteče živali, mnogi se prehranjujejo z žuželkami, ki jih lovijo v letu. Eholokacija je njihov glavni čut. Poleg sposobnosti letenja je tista sposobnost, ki jim je kot edinim vretenčarjem omogočila izkoriščati bogat vir hrane – nočno aktivne žuželke, kot so nočni metulji, v letu. Žuželke so prešle na nočni način življenja ravno zaradi pritiska plenilcev, netopirji pa so tako postali njihovi najpomembnejši plenilci. Poleg tega lahko netopirji na račun letenja in eholokacije uporabljajo za počivališča odročna, temačna okolja, kot so jame, kar njim samim zmanjša grožnjo plenilcev.
Večinoma proizvajajo zvoke z glasilkami, razen peščice vrst iz družine letečih lisic, ki tleskajo z jeziki. Pri letečih lisicah je namreč z evolucijo kot kaže prišlo do izgube eholokacije, nato pa se je ponovno razvila z drugačnim mehanizmom. Ostali imajo izredno specializirane glasilke, s katerimi lahko natančno kontrolirajo lastnosti zvoka. Poleg tega so predvsem podkovnjaki znani po zapletenih kožnih strukturah na obrazu, s katerimi lahko usmerjajo zvok.
Za razločevanje oglašanja in odmeva sta se pri netopirjih razvili dve rešitvi: oddajanje kratkih pulzov s presledki, v katerih žival čaka na odmev, in uporaba daljših čistih tonov. V slednjem primeru izkorišča Dopplerjev pojav, zaradi katerega ima odmev nekoliko višji ton, če se tarča približuje, uho pa je tako natančno uglašeno, da odfiltrira oglašanje – torej se zanaša na frekvenčno ločitev. Poleg tega mahanje s krili povzroča drobno nihanje frekvence odmeva, ki so ga uporabniki daljših tonov sposobni zaznati in tako prepoznati plen. Še ena taktika je frekvenčni poteg (sweep), ki je lahko kombiniran z daljšim trajanjem konstantne frekvence v kompleksen signal. Uporaba teh je odvisna od okolja: frekvenčni poteg omogoča razločevanje med odmevom od plena in odmevom od ozadja v okolju z veliko ovirami, kot je gozd, zato netopirji, ki lovijo v gozdu, praviloma uporabljajo dolge frekvenčne potege, kombinacija konstantne frekvence in frekvenčnega potega je značilna za netopirje na gozdnem robu ali blizu tal, tisti na odprtem pa uporabljajo konstantno frekvenco. Večina netopirjev sicer ni tako specializirana in uporablja kratke, širokopasovne klike. Značilen pojav je t. i. prehranjevalno brenčanje, ko žival v neposredni bližini plena tik pred ulovom močno poveča gostoto klikov, da izboljša sledenje hitro premikajoči se žuželki. V ta namen imajo netopirji izredno hitre mišice glasilk, ki proizvedejo tudi po 160 zvočnih pulzov na sekundo v tej fazi.
Velika večina teh signalov je človeku nezaznavnih, saj so običajno pri frekvencah nekaj deset kHz ali več, celo prek 200 kHz (človek lahko sliši frekvence do približno 20 kHz) – globoko v ultrazvočnem območju. Preučujemo jih lahko le s posebnimi snemalniki, ki so zmožni delovanja v ultrazvočnem območju, za lažjo predstavo pa jim lahko prisluhnemo z umetnim znižanjem frekvence. Struktura klicev je značilna za vsako vrsto posebej, zato lahko prepoznavamo vrste zgolj po njihovih zvokih, nekateri netopirji pa se z njimi tudi prepoznavajo in sporazumevajo med seboj.
Tudi ušesa netopirjev so zapletenih oblik z raznimi kožnimi gubami, ki omogočajo oster sluh, na katerega se zanašajo pri eholokaciji. Pri nekaterih so ušesa nesimetrična za boljše razločevanje smeri, mnogi pa imajo tudi posebno gubo (tragus), ki na poseben način odbija del vpadnega zvočnega valovanja. Odbiti zvok interferira z glavnino in nastanejo vzorci jakosti, iz katerih lahko žival razbere smer v navpični ravnini.

### Odziv plena
Netopirji so glavni leteči plenilci nočnih žuželk in predstavljajo tako pomemben element naravnega izbora, da se je pri mnogih žuželkah razvil poseben slušni organ za zaznavo eholokacijskih klicev. Osnoven način odziva pri nočnih metuljih je hitra sprememba smeri leta, v najpreprostejši obliki metulj samo zloži krila in prične padati proti tlom, ali pa divje maha s krili in naključno spreminja smer, da bi ga plenilec zgrešil. Pri nekaterih nočnih metuljih pa se je razvil celo mehanizem proizvajanja ultrazvoka, najbolj znan tak primer so predstavniki družine medvedkov (Arctiidae). Z njim metulj bodisi sporoča, da je neužiten (aposematizem), bodisi zmede eholokacijo, da netopir ne loči odmeva svojih klicev od klicev metulja.

## Eholokacija pri zobatih kitih
Verjetno so vsi zobati kiti sposobni eholokacije, čeprav je ta sposobnost podrobneje raziskana le pri nekaj vrstah. Med zobate kite spadajo delfini, pliskavke, orke in drugi, vsi aktivni plenilci, ki pretežno lovijo ribe in glavonožce. V osnovi ima njihova eholokacija enako vlogo kot pri netopirjih, to je zaznavanje razmeroma majhnega plena in ovir v tridimenzionalnem okolju, kjer vid ni uporaben, v njihovem primeru morske globine ali kalne reke. Tudi v izvedbi je nekaj podobnosti, saj prav tako proizvajajo usmerjene ultrazvočne klike in poslušajo odmeve, pa vendar okolje narekuje tudi bistvene razlike. Voda je mnogo gostejša od zraka, zato zvok po njej potuje petkrat hitreje in plen ima podobno gostoto kot medij. Posledično se lahko zanašajo samo na kratke klike, ki se odbijajo predvsem od delov plena različne gostote, na primer od ribjega mehurja.
Za proizvajanje zvokov se je zobatim kitom razvil povsem samosvoj mehanizem. Pri njih je nosna votlina ločena od požiralnika in se odpira z dihalno odprtino na vrhu glave, s katero lahko zajemajo zrak brez dviganja glave. Ob tej odprtini se nahajajo t. i. fonične ustnice, ki delujejo na podoben način kot glasilke pri ostalih sesalcih – ob iztiskanju zraka med njimi vibrirajo. Iztisnjen zrak lahko preusmerijo v vestibularne zračne vreče in ga ponovno uporabijo med dolgimi potopi. Oblika glave s konkavno lobanjo, zračnimi vrečami in maščobnim organom (»melono«) na čelni strani jim omogoča usmerjanje zvokov v ozek snop. Najbolj specializirani so kiti glavači, pri katerih te strukture zajemajo tretjino telesne teže in jim omogočajo proizvajati zelo močne zvoke, najglasnejše znane v živalskem kraljestvu. Visokofrekvenčne zvoke voda bistveno manj duši kot zrak, zato je doseg eholokacije pri kitih več deset do več sto metrov.
Večina zobatih kitov oddaja zelo kratke, širokofrekvenčne klike. Različne frekvenčne komponente se različno odbijajo od ovir, zato lahko žival iz frekvenčne zgradbe odmeva določi vrsto objekta. Za izboljšanje prepoznave lahko proizvajajo več tipov klikov, v katerih z drobnimi spremembami jakosti valovanja močno spremenijo frekvenčno zgradbo, lastnosti odmevov pa nato delujejo kot »zvočni podpis« vsake vrste plena posebej. Podobno kot netopirji s približevanjem plenu spreminjajo jakost, da je odmev čim bolj konstanten, prav tako pa tik pred ulovom oddajo prehranjevalno brenčanje za izboljšanje ločljivosti v času. Tu gre za izrazit primer konvergentne evolucije.
Slušni aparat se nahaja za spodnjo čeljustnico, ki ima kanale za prevajanje visokofrekvenčnih zvokov, te pa zaznavajo notranja ušesa, ki so temeljito izolirana z močnimi kostmi in sinusi na način, da omogoča natančno določanje smeri zvoka. Za razliko od netopirjev jih plen ne more slišati, zato se pod vodo niso razvili mehanizmi za izogibanje zvokom, razen v primeru ork, ki lovijo tudi druge kite. Orke se zato pri lovu na tak plen izogibajo eholokaciji in se zanašajo na druge čute. Tudi drugi kiti prekinejo eholokacijo, če naletijo na plen, ki sam proizvaja zvoke, in ga najdejo s pasivnim poslušanjem.

## Eholokacija pri drugih organizmih
Izven skupin netopirjev in zobatih kitov, kjer je eholokacija splošno razširjena, se je razvila le pri peščici organizmov. Po njej je najbolj znanih nekaj vrst ptičev iz nesorodnih družin tolstih lastovičnikov in hudournikov, ki gnezdijo v jamah in uporabljajo eholokacijo za orientacijo v temnem okolju. Ti proizvajajo klike s tleskanjem z jezikom. Eholokacije naj bi bile sposobne tudi rovke in podgane, vendar o njihovih sposobnostih ni veliko neposrednih dokazov. Proizvajajo šibke ultrazvočne klike, ki jih je včasih težko razločiti od zvokov, ki jih uporabljajo za sporazumevanje.
Zaznave objektov v svoji okolici s poslušanjem odmevov raznih tleskov so se naučili tudi nekateri slepi ljudje. Posamezniki v ta namen tleskajo z jeziki, drugi topotajo z nogami ali udarjajo s palico. Ta dejanja proizvajajo kratke, širokopasovne klike, s poslušanjem odmevov pa se lahko človek orientira, zaznava velikost predmetov, jih kategorizira in v nekaterih primerih tudi ugotovi, iz katerega materiala so. Nekateri so se navadili eholocirati tudi z mrmranjem ali govorjenjem, kar je sicer manj učinkovito. Usmerjene raziskave so razkrile, da se lahko eholokacije nauči praktično vsakdo z neokvarjenim sluhom, čeprav imajo posamezniki, ki ne morejo uporabljati vida, običajno bolj izostren sluh.